# Roverella del Passo di Treia
La Roverella del Passo di Treia è stato un albero monumentale situato nei pressi del Passo di Treia, nel comune di Treia in provincia di Macerata. Si trattava di un esemplare di roverella (Quercus pubescens).

Aveva un'età approssimativa di 450 anni, presentava un'altezza di 23 m, una circonferenza di 6,45 m ed è stata la quercia più imponente delle Marche.
Fa parte dell'elenco degli alberi monumentali italiani redatto dal Corpo Forestale dello Stato.
Negli ultimi anni della sua vita, dopo essere stata colpita più volte da fulmini, presentava una profonda spaccatura longitudinale del tronco. Il 21 luglio 2023, dopo oltre 4 secoli di vita,  è crollata su se stessa.